# Chloridolum jeanvoinei
Chloridolum jeanvoinei är en skalbaggsart som först beskrevs av Maurice Pic 1932.  Chloridolum jeanvoinei ingår i släktet Chloridolum och familjen långhorningar.
Artens utbredningsområde är Laos. Inga underarter finns listade i Catalogue of Life.